# Berufsförderungswerk Bad Pyrmont
Das Berufsförderungswerk Bad Pyrmont (BFW Bad Pyrmont) ist eine der beruflichen Rehabilitation dienende berufliche Fördereinrichtung in Bad Pyrmont. Das Berufsförderungswerk wird seit 2017 von der gemeinnützigen INN-tegrativ gGmbH getragen, der auch das BFW Weser-Ems und das BFW Goslar sowie weitere regionale berufliche Reha- und Integrationszentren angehören.

## Geschichte
Das Berufsförderungswerk Bad Pyrmont wurde 1945 als Landes-Versehrtenberufsfachschule für Kriegsversehrte gegründet.
Bis 2017 führte die Stiftung des Landes Niedersachsen für berufliche Rehabilitation als Träger das BFW Bad Pyrmont und das BFW Weser-Ems in Bookholzberg (Gemeinde Ganderkesee) unmittelbar. Im Jahr 2017 wurde der Betrieb mit dem des von der gleichnamigen Stiftung getragenen BFW Goslar im neugegründeten gemeinschaftlichen Unternehmen INN-tegrativ gGmbH mit Sitz in Hannover zusammengeführt.

## Aufgabe
Das Berufsförderungswerk (BFW) Bad Pyrmont begleitet Menschen von der beruflichen Neuorientierung über die Ausbildung und Qualifizierung bis hin zum Start einer neuen Tätigkeit im ersten Arbeitsmarkt. Während ihrer Ausbildung werden die Teilnehmer bei Bedarf von Ärzten, Sozialpädagogen und Psychologen betreut.

### Berufsfindung
Das BFW bietet mehrere Maßnahmen zur Orientierung an, um eine neue berufliche Perspektive zu entwickeln.
Menschen, denen es an einer konkreten Vorstellung fehlt, können sich in einer Berufsfindung (BF) über verschiedene Berufe und damit verbundene Anforderungen informieren. Die Teilnehmer führen praktische Arbeiten und Hospitationen durch, erhalten arbeitspädagogische und psychologische Hilfestellungen und werden arbeitsmedizinisch untersucht. Der Kurs führt zu einem konkreten Berufsvorschlag, der sich auch nach späteren Beschäftigungschancen richtet. An Menschen mit einer psychischen Vorerkrankung oder einer psychischen Behinderung richtet sich die eigens für sie konzipierte Berufsfindung-Spezial.
Die Arbeitserprobung (AE) hingegen kommt für Menschen in Frage, die einen bestimmten Berufswunsch haben oder in einem konkreten Berufsfeld tätig sein wollen. Während des Kurses werden die intellektuelle und die fachliche Eignung getestet und mit den beruflichen Anforderungen konfrontiert.
Für die Ausbildungen zum Heilpraktiker und zum Arbeitspädagogen/Reha im BFW Bad Pyrmont werden gesonderte Arbeitserprobungen durchgeführt, die vor Ausbildungsbeginn erfolgreich absolviert werden müssen.

### Ausbildungsvorbereitung
Für viele Teilnehmer liegt die Schul- und Ausbildungszeit länger zurück. Deshalb absolvieren sie vor dem Beginn einer Ausbildung im BFW Bad Pyrmont oft einen vorbereitenden, meist dreimonatigen Kurs. In diesem sogenannten Reha-Vorbereitungslehrgang (RVL) soll das schulische Wissen aufgefrischt, aktualisiert und ergänzt werden. Schwerpunkte bilden die Fachgebiete Deutsch und Mathematik. Zudem geht es in dem Vorbereitungslehrgang darum, sich wieder in den Lernprozess hineinzufinden und fehlende Schlüsselqualifikationen, wie z. B. Kommunikations-, Organisations- oder Teamfähigkeit, zu erwerben.
Menschen mit psychischen Vorerkrankungen oder psychosomatischen Erkrankungen können im BFW auch das Reha-Vorbereitungstraining (RVT) durchlaufen. Das präventive Stressbewältigungstraining dient ebenfalls zur Vorbereitung auf die spätere Ausbildung. Die Teilnehmer setzen sich gezielt mit Belastungssituationen auseinander. Methoden zu deren Bewältigung werden in realitätsnahen Situationen entwickelt, erprobt und reflektiert.

### Ausbildung
Die Ausbildungszeit im BFW ist auf zwei Jahre verkürzt. Jede Ausbildung endet mit der Abschlussprüfung vor der Industrie- und Handelskammer oder der Handwerkskammer. Neben den anerkannten Ausbildungsberufen können kürzere (wenige Wochen bis zu 18 Monate) Qualifizierungen durchlaufen werden, in denen die Teilnehmer z. B. ein IHK- oder eine BFW-Zertifikat erwerben.
Das BFW Bad Pyrmont bildet nach dem Prinzip der Handlungsorientierung aus. Teilnehmer haben keinen Berufsschulunterricht; auf eine strikte Trennung von Theorie und Praxis wird verzichtet. Stattdessen lernen die Teilnehmer in Lernwerkstätten und -büros, Übungsfirmen oder -praxen sowie in Betrieben auf dem ersten Arbeitsmarkt. Zu jeder mehrmonatigen Ausbildung und Qualifizierung gehört ein Praktikum.

### Rückkehr in den Arbeitsmarkt
Frühzeitig in der Ausbildung werden die Teilnehmer auf die spätere Jobsuche vorbereitet. Sie absolvieren ein Bewerbertraining und knüpfen im Praktikum Kontakte. Die Teilnehmer werden auch dabei unterstützt, eine vollständige elektronische Bewerbung zu erstellen, mit der sie im Internet auf Stellensuche gehen. Absolventen, die nach der Ausbildung keinen Arbeitsplatz bekommen, können weiter an Bewerbungsseminaren teilnehmen.

### Begleitende Hilfen
Bei persönlichen Problemen während der Ausbildung können die Teilnehmer die Hilfe von Sozialarbeitern, Psychologen und Ärzten in Anspruch nehmen. Die Mitarbeiter jeder Profession bilden einen Fachdienst. Dabei ist die soziale Begleitung meist die erste Anlaufstelle. Die Sozialarbeiter haben häufig eine vermittelnde Funktion. Weiter sind sie die Schnittstelle zwischen dem BFW und den Trägern, welche die Ausbildungen finanzieren.
Die Psychologen kümmern sich in Einzelgesprächen um berufliche und persönliche Probleme der Teilnehmer. In Gruppenangeboten gehen sie Themen wie Prüfungsvorbereitung, Entspannung oder Stressbewältigung an. Die ärztliche Begleitung behandelt Reha-Leiden, berät bei gesundheitlichen Problemen und Schwerbehinderten-Angelegenheiten und unterstützt eine gesunde Lebensführung.

## Veröffentlichungen
- Heinz-Helmut Pohl: Chronik des Berufsförderungswerkes Bad Pyrmont, ehemals Landes-Versehrtenberufsfachschule. Anlässlich des fünfzigjährigen Bestehens: 1945–1995. Hrsg. vom Berufsförderungswerk Bad Pyrmont, Bad Pyrmont 1995, DNB 947906479.